# João Carlos dos Santos
João Carlos dos Santos (Brasil; 10 de septiembre de 1972) es un exfutbolista brasileño que se desempeñaba como defensa.
En 1999, João Carlos jugó 10 veces para la selección de fútbol de Brasil.

## Trayectoria

### Clubes
| Club                 | País   | Año       |
| -------------------- | ------ | --------- |
| Demócrata            | Brasil | 1992-1994 |
| Cruzeiro             | Brasil | 1994-1999 |
| Demócrata            | Brasil | 1995      |
| Mamoré               | Brasil | 1995      |
| Corinthians Paulista | Brasil | 1999-2001 |
| Cruzeiro             | Brasil | 2001-2002 |
| Cerezo Osaka         | Japón  | 2002-2003 |
| Botafogo             | Brasil | 2004      |
| Paysandu             | Brasil | 2005      |
| América              | Brasil | 2005      |
| Demócrata            | Brasil | 2006      |
| Ipatinga             | Brasil | 2006      |

### Selección nacional
| Selección | País   | Año  |
| --------- | ------ | ---- |
| Absoluta  | Brasil | 1999 |

## Estadística de equipo nacional
| Selección de fútbol de Brasil | Selección de fútbol de Brasil | Selección de fútbol de Brasil |
| Año                           | Part.                         | Goles                         |
| ----------------------------- | ----------------------------- | ----------------------------- |
| 1999                          | 10                            | 1                             |
| Total                         | 10                            | 1                             |